# Andigola
Andigola is een plaats in de gemeente Čazma in de Kroatische provincie Bjelovar-Bilogora. De plaats telt 14 inwoners (2001).